# Bahuflata punctata
Bahuflata punctata är en insektsart som beskrevs av Dlabola 1979. Bahuflata punctata ingår i släktet Bahuflata och familjen Flatidae. Inga underarter finns listade i Catalogue of Life.